# Kanato de Khoshut
El Kanato de Khoshut fue un kanato de Oirat con sede en la meseta tibetana desde 1642 hasta 1717.

## Información
Cuando salieron de Zungaria [cita requerida], primero establecieron el Kanato de Zungaria alrededor del lago Qinghai, (Khokhonor en mongol), luego tomaron el control del Tíbet después de derrotar al rey de Tsang, Karma Tenkyong Wangpo, favorable al budismo tibetano de los Kagyüpa y la religión tibetana antigua Bön y opuesto al Gelugpa, más simpatizante de los mongoles, bajo el reinado de Güshi Khan·. Este último coloca allí a Lobsang Gyatso, el5º Dalai Lama , líder de Gelugpa, como líder religioso, y así termina el período Phagmodrupa (1351-1642) y comienza el de Ganden Phodrang (1642-1959). Continuó controlando política y militarmente el Tíbet central hasta 1718, cuando los Khoshuts fueron derrotados por los zungaros.
En 1720 los tungus manchúes de la dinastía Qing tomaron Lhasa·· el 24 de septiembre bajo el reinado de Qing Kangxi y a su vez colocó al Dalai Lama en el trono el 16 de octubre y desde entonces dejó allí un amban y tropas estacionadas hasta 1912. El Tíbet generalmente se considera un protectorado[cita requerida]. En 1853, Guillaume Pauthier y Louis Bazin hablan de la “soberanía” del Tíbet y de  la “posesión” china. “A través de sus posesiones en Asia Central, China, situada en el extremo del continente asiático, donde ha envejecido aislada por más de cuatro mil años, como en un mundo aparte, toca el imperio de Rusia, nacido de ayer y que podría ya la invaden; por su soberanía sobre el Tíbet, limita con las posesiones del Imperio Británico: dos barrios más peligrosos para ella, nación industriosa y rica, que todas las hordas tártaras contra las que en otro tiempo levantó esta famosa muralla de quinientas leguas de largo, que se volvería impotente frente a la codicia civilizada de sus nuevos vecinos. La Historia Moderna de Cambridge habla en 1912 de dependencia.

## Historia
El Tíbet fue invadido por los mongoles durante la dinastía Yuan. En 1642, el gobierno local de Khoshut fue establecido por Güshi Khan, un príncipe de Khoshut y líder de los Altos Mongoles. Reunificó el Tíbet bajo la autoridad política y espiritual del 5º Dalai Lama como líder del Tíbet. Con Güshi Khan como un señor supremo en gran medida no involucrado el Dalai Lama y sus colegas establecieron un organismo gubernamental civil denominado Ganden Phodrang.
El kanato de Khoshut, fue conquistado por las tropas del kanato de Zungaria en 1717, quienes depusieron a Yeshe Gyatso, un pretendiente al puesto de Dalai Lama promovido por Lha-bzang Khan: el último gobernante del kanato de Khoshut. 
Los Zungaros fueron a su vez expulsados por las fuerzas de expedición de la dinastía Qing del Tíbet, en 1720 y el Tíbet se unificó con la China Qing.

## Kanes de Khoshut
- Gushi Khan: 1642-1655
- Dayan Khan: 1655-1668 (hijo)
- Tenzin Dalai Khan: 1668-1696 (hijo)
- Tenzin Wangchuk Khan: 1696-1697 (hijo)
- Lha-bzang Khan: 1697–1717 (hermano)